# Fiorella Mari
Fiorella Mari, nome d'arte di Fiorella Colpi (San Paolo del Brasile, 21 giugno 1928 – Roma, 2 marzo 1983), è stata un'attrice italiana, attiva fino alla seconda metà degli anni sessanta.

## Biografia
Nata in Brasile da una famiglia di origini italiane, è poi tornata in Italia per entrare nel mondo dello spettacolo, usando inizialmente il cognome del marito Jess Maxwel. Ha debuttato in una commedia televisiva della Rai nel 1954, e nel cinema, nella pellicola Canzoni a due voci.

Marisa Allasio, Nunzio Filogamo e Fiorella Mari al Festival di Sanremo 1957

Successivamente ha lavorato in programmi radiofonici di varietà sempre della Rai.
Ha affiancato Totò in Siamo uomini o caporali (1955). Attiva anche nella prosa teatrale e in alcuni spettacoli di varietà, nei primi anni 50, ha presentato, con Nunzio Filogamo e Marisa Allasio, il Festival di Sanremo 1957. Dopo la partecipazione ad altri film, intorno alla fine degli anni sessanta, si è ritirata dalle scene.

## Filmografia

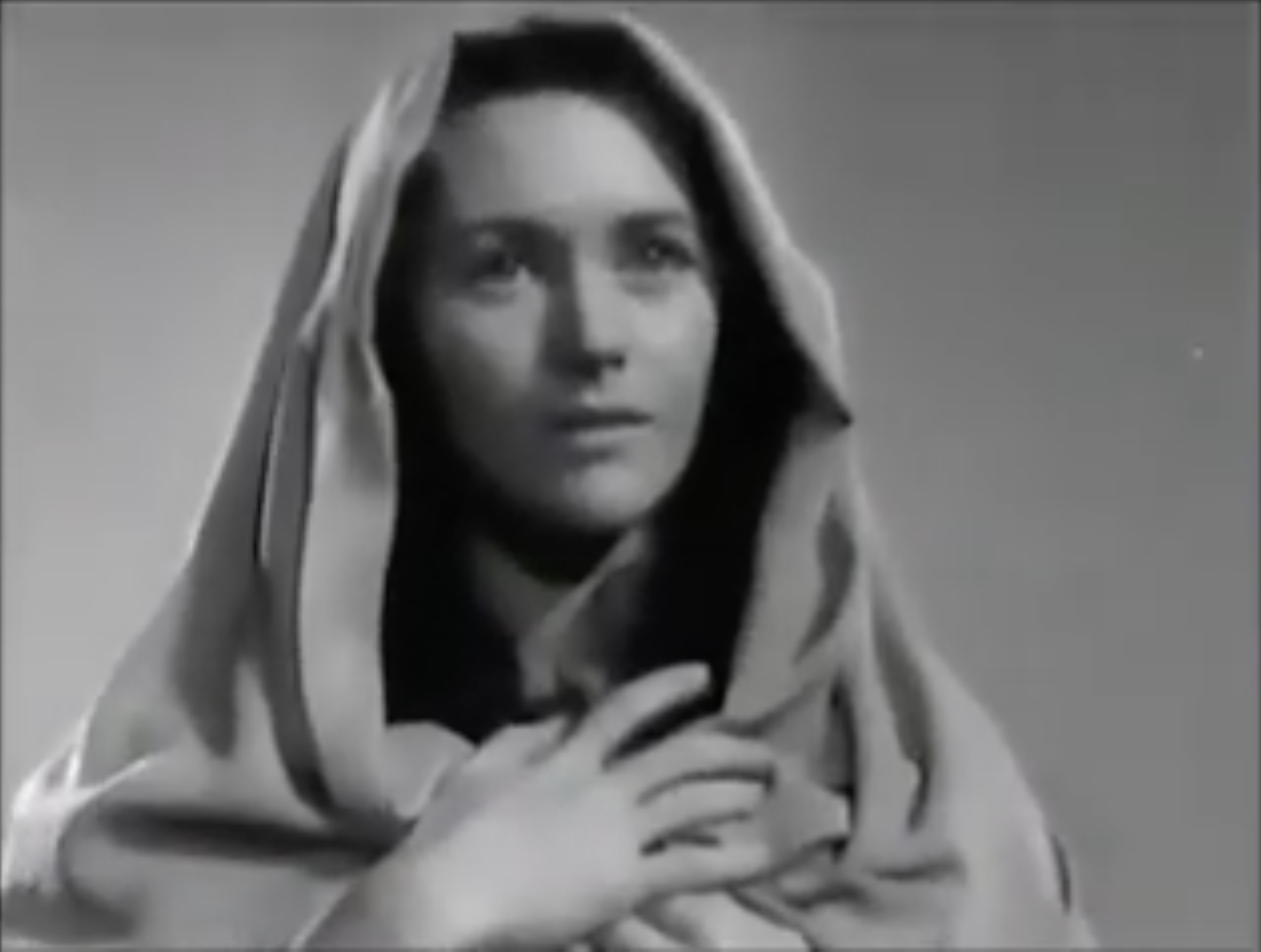
Fiorella Mari nel ruolo della Madonna nel film Il figlio dell'uomo (1954)

Arnoldo Foà e Fiorella Mari nello sceneggiato Capitan Fracassa (1958)

### Cinema
- Canzoni a due voci, regia di Gianni Vernuccio (1953)
- Il figlio dell'uomo, regia di Virgilio Sabel (1954)
- I misteri della jungla nera, regia di Gian Paolo Callegari e Ralph Murphy (1953)
- La vendetta dei Tughs, regia di Gian Paolo Callegari e Ralph Murphy (1954)
- La regina Margot (La reine Margot), regia di Jean Dréville (1954)
- Il prezzo della gloria, regia di Antonio Musu (1955)
- Siamo uomini o caporali, regia di Camillo Mastrocinque (1955)
- Destinazione Piovarolo, regia di Domenico Paolella (1955)
- Lo spadaccino misterioso, regia di Sergio Grieco (1956)
- Canzone proibita, regia di Flavio Calzavara (1956)
- I miliardari, regia di Guido Malatesta (1956)
- Non cantare... baciami!, regia di Giorgio Simonelli (1957)
- Padri e figli regia di Mario Monicelli (1957)
- Le belle dell'aria, regia di Mario Costa e Eduardo Manzanos Brochero (1957)
- La morte viene dallo spazio, regia di Paolo Heusch (1958)
- Due selvaggi a corte, regia di Ferdinando Baldi (1958)

### Televisione
- Conrad Nagel Theater episodio 1.15 (1955) – serie TV
- Capitan Fracassa, regia di Anton Giulio Majano (1958) – miniserie TV
- Racconti dell'Italia di ieri episodio Carmela, regia di Carlo Lodovici (1961) – serie TV
- Il novelliere: ritratto di Giovanni Verga, regia di Daniele D'Anza (1967) – film TV

## Prosa televisiva Rai
- Passaggio all'equatore, regia di Guglielmo Morandi, trasmessa il 17 settembre 1954.